# Another One Bites the Dust
Another One Bites the Dust is een single van de Britse rockband Queen, in 1979 geschreven door bassist John Deacon en uitgebracht op het album The Game uit 1980. Op 22 augustus dat jaar werd het nummer wereldwijd op vinylsingle uitgebracht. In zowel de melodie als de ritmesectie van het nummer is een hoofdrol weggelegd voor de baslijn van Deacon. De single is qua verkoop de succesvolste single van Queen. In de Verenigde Staten alleen werd de single meer dan vier miljoen keer verkocht. In 1988 werd het nummer ook op cd-single uitgebracht.

## Achtergrond
Het oorspronkelijke idee van Deacon was een lied met een cowboy thema, maar na wijzigingen aan onder meer de songtekst was het resultaat funk. De opnames zijn gedaan in de Musicland Studios in München, door Queen-producer Reinhold Mack. De meeste instrumenten zijn door Deacon zelf ingespeeld (bas, piano, gitaar en percussie op drum). Daarna bracht Freddie Mercury zijn ideeën in. Roger Taylor was minder gecharmeerd van de funkstijl van het lied en voegde onder protest een drumloop toe, en Brian May leverde bijdragen met zijn gitaar en met een Eventide harmonizer. De speciale effecten werden gemaakt door opnames van de piano- en gitaarlijnen achterstevoren af te spelen en door veel gebruik van de harmonizer. In de albumversie zit geen synthesizer.
De band wees een release op single van de hand totdat Michael Jackson het nummer aanprees na een concert. Roger Taylor en Brian May bevestigden dit in een interview in het Amerikaanse radioprogramma In the Studio with Redbeard.
De single werd na de eerste release een wereldwijde hit en behaalde de nummer 1-positie in verschillende landen, waaronder de Verenigde Staten en Canada. In Queens' thuisland het Verenigd Koninkrijk werd de 7e positie bereikt in de UK Singles Chart.
In Nederland was de plaat op vrijdag 29 augustus 1980 Veronica Alarmschijf op Hilversum 3 en werd een radiohit in de destijds drie landelijke hitlijsten op de nationale publieke popzender. De plaat bereikte de 14e positie in de Nederlandse Top 40, de 13e positie in de TROS Top 50 en de 11e positie in de Nationale Hitparade. In de Europese hitlijst op Hilversum 3, de TROS Europarade, werd de 12e positie bereikt.
In België bereikte de plaat de 7e positie in de Vlaamse Radio 2 Top 30 en de 9e positie in de voorloper van de Vlaamse Ultratop 50. In Wallonië werd géén notering behaald.
Het onverwachte succes van Another One Bites the Dust heeft ertoe geleid dat de band meer met funk en dansmuziek ging werken op het experimentele album Hot Space uit 1982.
Het lied bezorgde de bandleden hun enige nominatie voor Grammy Award, in 1981 in de categorie Grammy Award for Best Rock Performance by a Duo or Group with Vocal (Beste rock uitvoering door een duo of groep met vocalen), maar ze verloren van Against the Wind van Bob Seger & The Silver Bullet Band.
De beroemde openingsmaten lijken sterk op die van Good Times van CHIC (Bernard Edwards en Nile Rodgers). Beide bassisten hebben in interviews gezegd dat dit waarschijnlijk kwam doordat ze geïnspireerd geraakt waren na gezamenlijke jamsessies.
Sinds de editie van december 2001 staat de plaat genoteerd in de jaarlijkse NPO Radio 2 Top 2000 van de Nederlandse publieke radiozender NPO Radio 2, met als hoogste notering een 197e positie in 2018.

## Verschillende versies
Vier verschillende uitgaven van het nummer hebben de internationale hitlijsten, waaronder in Nederland de Nederlandse Top 40, Nationale Hitparade en de TROS Top 50, gehaald en de Europese hitlijst op Hilversum 3, de TROS Europarade.
1. Het originele nummer van Queen; verreweg de grootste hit van deze drie versies; in Nederland werden alle drie de hitlijsten op Hilversum 3 en de TROS Europarade bereikt en in een aantal, met name de Verenigde Staten en Canada, werd het een nummer 1-hit.
2. In 1996 bereikte een eurodance-versie van Captain Jack de hitlijsten in Nederland, Vlaanderen, Oostenrijk, Duitsland en Finland.[1]
3. In 1998 is een remix door rapper/producer Wyclef Jean. Op deze versie werd Freddie Mercury vocaal bijgestaan door rappers Wyclef Jean, Pras Michel (beiden bekend van de Fugees) en Free. Deze versie behaalde de 21e positie in zowel de Nederlandse Top 40 als de Mega Top 100 en is ook terug te vinden op de soundtrack van de film Small Soldiers en op het compilatiealbum Greatest Hits III.
4. Eind 2006 wordt een dansremix uitgebracht onder de artiestennaam Queen vs. The Miami Project. In februari 2007 komt dit nummer de hitlijsten binnen.

## In de cultuur
- De baslijn is op de achtergrond te horen in de film Biggles: Adventures in Time uit 1986.[2] Deacon schreef ook de themamuziek voor deze film, zijn enige non-Queen werk, in samenwerking met een band met de naam The Immortals.
- Another One Rides The Bus is het lied waarmee rockparodieartiest "Weird Al" Yankovic zijn naam vestigde. Het was zijn debuut op radio op 14 september 1980 in het programma The Dr. Demento Show, en later op televisie in The Tomorrow Show van Tom Snyder, beide keren begeleid door Jon "Bermuda" Schwartz drummend op de koffer van Als accordeon. Zijn promotiesingle, een live opname ervan van 02:36, is de eerste track op het promotiealbum uit 1981 (Placebo Records EP), en ook de enige die niet nogmaals werd opgenomen voor zijn debuutalbum uit 1983. Schwartz speelt mee op iedere plaat van de veelbekroonde Yankovic; ze leerden elkaar kennen bij Dr. Demento. Het album uit '81 is nu bijzonder zeldzaam.
- In 1982 wilde Sylvester Stallone Another One Bites The Dust gebruiken in zijn film Rocky III en maakte zelfs een montage waarbij hij het nummer gebruikte, maar hij kreeg uiteindelijk de rechten niet. Daarop stuurde hij de complete montage naar een verbaasde Jim Peterik, frontman van de band Survivor, die vervolgens ter vervanging het nummer Eye of the Tiger schreef.[3]
- Over de hele wereld worden in sportstadions fragmenten van het nummer gebruikt om spannende momenten niet in maar vlak voor het heetst van de strijd de nodige kracht bij te zetten, zoals bij strikes in honkbal. In veel Latijns-Amerikaanse landen is Another One Bites The Dust welhaast een alternatief volkslied.

## Hitnoteringen

### Nationale Hitparade
| Another one bites the dust in de Nationale Hitparade - binnen: 13 september 1980 | Another one bites the dust in de Nationale Hitparade - binnen: 13 september 1980 | Another one bites the dust in de Nationale Hitparade - binnen: 13 september 1980 | Another one bites the dust in de Nationale Hitparade - binnen: 13 september 1980 | Another one bites the dust in de Nationale Hitparade - binnen: 13 september 1980 | Another one bites the dust in de Nationale Hitparade - binnen: 13 september 1980 | Another one bites the dust in de Nationale Hitparade - binnen: 13 september 1980 | Another one bites the dust in de Nationale Hitparade - binnen: 13 september 1980 | Another one bites the dust in de Nationale Hitparade - binnen: 13 september 1980 | Another one bites the dust in de Nationale Hitparade - binnen: 13 september 1980 | Another one bites the dust in de Nationale Hitparade - binnen: 13 september 1980 | Another one bites the dust in de Nationale Hitparade - binnen: 13 september 1980 | Another one bites the dust in de Nationale Hitparade - binnen: 13 september 1980 | Another one bites the dust in de Nationale Hitparade - binnen: 13 september 1980 |
| Week                                                                             | 1                                                                                | 2                                                                                | 3                                                                                | 4                                                                                | 5                                                                                | 6                                                                                | 7                                                                                | 8                                                                                | 9                                                                                | 10                                                                               | 11                                                                               | 12                                                                               |                                                                                  |
| -------------------------------------------------------------------------------- | -------------------------------------------------------------------------------- | -------------------------------------------------------------------------------- | -------------------------------------------------------------------------------- | -------------------------------------------------------------------------------- | -------------------------------------------------------------------------------- | -------------------------------------------------------------------------------- | -------------------------------------------------------------------------------- | -------------------------------------------------------------------------------- | -------------------------------------------------------------------------------- | -------------------------------------------------------------------------------- | -------------------------------------------------------------------------------- | -------------------------------------------------------------------------------- | -------------------------------------------------------------------------------- |
| Nummer                                                                           | 48                                                                               | 11                                                                               | 12                                                                               | 12                                                                               | 14                                                                               | 14                                                                               | 18                                                                               | 16                                                                               | 24                                                                               | 36                                                                               | 41                                                                               | 41                                                                               | Uit                                                                              |

### Nederlandse Top 40
Hitnotering: aantal weken genoteerd: 11. Hoogste notering: #14.

### TROS Top 50
Hitnotering: 28-08-1980 t/m 06-11-1980. Hoogste notering: #13 (2 weken).

### TROS Europarade
Hitnotering: 05-10-1980 t/m 09-11-1980. Hoogste notering: 12 (2 weken).

### NPO Radio 2 Top 2000
| Nummer met noteringen in de NPO Radio 2 Top 2000 | '01 | '02 | '03 | '04 | '05 | '06 | '07 | '08 | '09 | '10 | '11 | '12 | '13 | '14 | '15 | '16 | '17 | '18 | '19 | '20 | '21 | '22 | '23 | '24 |
| ------------------------------------------------ | --- | --- | --- | --- | --- | --- | --- | --- | --- | --- | --- | --- | --- | --- | --- | --- | --- | --- | --- | --- | --- | --- | --- | --- |
| Another One Bites the Dust                       | 713 | 498 | 438 | 521 | 567 | 638 | 869 | 620 | 617 | 686 | 476 | 337 | 420 | 512 | 540 | 524 | 692 | 197 | 263 | 387 | 386 | 414 | 485 | 352 |

1. ↑  Een vetgedrukt getal geeft de hoogste notering aan.
2. ↑  2001 was het eerste jaar met een notering voor dit nummer.